# 11494 Hibiki
11494 Hibiki este un asteroid din centura principală de asteroizi.

## Descriere
11494 Hibiki este un asteroid din centura principală de asteroizi. A fost descoperit pe 2 noiembrie 1988 la Kitami de Masayuki Yanai și Kazuro Watanabe. Asteroidul prezintă o orbită caracterizată de o semiaxă mare de 2,44 ua, o excentricitate de 0,17 și o înclinație de 7,1° în raport cu ecliptica.